# Cruzadas populares

Cruzada dos Pastores, iluminura do século XV

São denominadas como cruzadas populares, os vários movimentos inspirados nas pregações favoráveis às cruzadas, mas que não foram oficialmente sancionados pela Igreja Católica. Tais movimentos diferem das "cruzadas oficiais" autorizadas pelo papado que eram formadas por exércitos liderados pelos nobres, que recebiam a benção do Papa, enquanto que as cruzadas populares eram geralmente desorganizadas e formadas, em sua maioria, por contingentes de camponeses mal armados, às vezes, liderados por pessoas da baixa nobreza e com pequenos contingentes de cavalaria .
Dentre tais movimentos, podem-se mencionar:
- A Cruzada Popular de 1096;
- A Cruzada das Crianças (1212)
- A Cruzada dos Pastores de 1251[3] [4];
- A Cruzada dos Pobres (1309)[5] [6] [7] [8] [9] [10] [11] [12] e;
- A Cruzada dos Pastores de 1320[13] [14] [15] [16];